# Bataille de polochons (film)
Pour plus de détails, voir Fiche technique et Distribution.
Bataille de polochons (titre original : Das schwarz-weiß-rote Himmelbett) est un film allemand réalisé par Rolf Thiele, sorti en 1962.
Il s'agit d'une adaptation du roman Cancan und großer Zapfenstreich de Hans Rudolf Berndorff (de), paru en 1961.

## Synopsis
Allemagne, peu avant 1914. Le lycéen Jean de Wehrt, 17 ans, est un vrai coquin. Le fils du président de la cour rhénane Friedrich de Wehrt ne pense même pas à obéir au sérieux de la vie, mais veut plutôt sortir dans le vaste monde dans un avenir prévisible et profiter pleinement de la vie. Alors il suit les tentations de la grande ville et mène désormais la vie animée d'un jeune bon vivant dont l'univers est le théâtre des loges et les boudoirs bourgeois. Après une représentation, il rencontre la séduisante comédienne Germaine, qui l'initie bientôt au grand art de l'amour. Arabelle, la tante de Jean, qui ne se souvient que trop bien de sa propre jeunesse, comprend que le garçon veut d'abord aller dans tous les sens et lui donne le changement dont il a besoin pour vivre son aventure.
Le reste de la famille de Jean, cependant, n'est pas vraiment ravie quand elle découvre le style de vie décontracté du jeune homme. Le chef de famille décide donc de fermer la bourse et de mettre le garçon dans un lycée beaucoup plus moral dans une petite ville, où les situations peccamineuses sont limitées. Sous les soins de la stricte Mme Mertens, il est censé se consacrer entièrement au travail scolaire. Mais un jour, Jean rencontre la jolie française Gertrude Forrestier, dont il tombe éperdument amoureux.
Lorsque les amants sont surpris en tête-à-tête sur l'oreiller, Jean est renvoyé aussi de cette école. Afin de le ramener enfin à la raison, il est décidé d'envoyer enfin le garçon faire son service militaire. Et c'est ainsi que Jean de Wehrt finit comme Fahnenjunker dans l'armée prussienne. Mais tante Arabelle fait de son mieux pour sauver la jeune fortune de Jean et Gertrude et leur offre un nid d'amour douillet. Mais la Première Guerre mondiale éclate.

## Fiche technique
- Titre : Bataille de polochons ou Tête à tête sur l'oreiller[1]
- Titre : Das schwarz-weiß-rote Himmelbett
- Réalisation : Rolf Thiele
- Scénario : Ilse Lotz-Dupont (de), Georg Laforet
- Musique : Rolf Wilhelm
- Direction artistique : Max Mellin (de), Bruno Monden
- Costumes : Ina Stein
- Photographie : Heinz Schnackertz (de), Friedl Behn-Grund
- Son : Martin Müller, Walter Rühland
- Montage : Ingeborg Taschner
- Production : Franz Seitz Jr.
- Société de production : Franz Seitz Filmproduktion, Les Films Jacques Willemetz
- Société de distribution : Schorcht Filmverleih Gmbh
- Pays d'origine :  Allemagne de l'Ouest
- Langue : allemand
- Format : Noir et blanc - 2,35:1 - Mono - 35 mm
- Genre : Érotique
- Durée : 99 minutes
- Dates de sortie :
  -  Allemagne de l'Ouest : 22 novembre 1962.
  -  Danemark : 29 avril 1963.
  -  France : 28 août 1963[1].
  -  Pays-Bas : 16 janvier 1964.
- Affiche : Jouineau Bourduge (France)

## Distribution
- Thomas Fritsch : Jean de Wehrt
- Martin Held : Friedrich de Wehrt, sein Vater
- Margot Hielscher : Hortense, seine Frau
- Daliah Lavi : Germaine
- Marie Versini : Gertrude Forrestier
- Elisabeth Flickenschildt : Tante Arabelle
- Karl Schönböck : Jules Rochberg
- Monika Dahlberg (de) : Cornelia, la bonne d'enfants
- Monika John (de) : Mme Schmidjes
- Elfriede Kuzmany (de) : Mme Mertens
- Margarete Haagen : Tante Röschen
- Fritz Tillmann : Le directeur de l'école
- Hubert von Meyerinck : Oberst Pusslitz
- Fritz Rasp : Un prêtre
- Hans Leibelt : Un prêtre
- Hans Rudolf Berndorff (de): Un policier
- Thomas Margulies : Jean enfant
- Kurt Zips (de) : Le majordome de tante Arabelle

## Récompenses
- Deutscher Filmpreis 1963 : Filmband in Gold des meilleurs décors et du meilleur second rôle pour Elfriede Kuzmany[3].
- Prix Ernst-Lubitsch (de) 1963 pour le réalisateur Rolf Thiele et l'acteur principal Thomas Fritsch[3].
- Bambi 1963 pour Thomas Fritsch[4].

## Source de la traduction
- (de) Cet article est partiellement ou en totalité issu de l’article de Wikipédia en allemand intitulé « Das schwarz-weiß-rote Himmelbett » (voir la liste des auteurs).